# Mike Storey
Michael John Storey, baron Storey, (né le 25 mai 1949) est un homme politique libéral démocrate britannique. Il est le porte-parole du parti sur l'éducation, les familles et les jeunes à la Chambre des lords. Il est conseiller municipal de Liverpool de 1973 à 2011 et chef du conseil municipal de Liverpool de 1998 à 2005.

## Chef du Conseil
En 1998, les démocrates libéraux prennent le contrôle du conseil municipal de Liverpool et Storey devient chef du conseil. Il a pour objectif de reconstruire la réputation de la ville, de réduire la taxe d'habitation, d'améliorer les services et d'attirer des emplois et des investissements, tout en réduisant de 5 000 le nombre d'employés de la municipalité.
Il joue un rôle central dans la candidature réussie de Liverpool pour devenir capitale européenne de la culture en 2008 et est largement reconnu pour avoir transformé la réputation de la ville et du conseil en réduisant la taxe d'habitation (jusque-là la plus élevée du pays), améliorant les services municipaux et attirer des emplois et des investissements.
Il quitte de son poste de chef du Conseil le 25 novembre 2005 après avoir été reconnu coupable d'avoir enfreint le code de conduite des membres, à la suite de la divulgation d'une correspondance avec l'ancien chef des médias du Conseil, Matt Finnegan, qui semblait montrer les deux hommes cherchant à faire pression sur le départ du directeur général, David Henshaw. Storey est Lord Mayor de Liverpool pour la session du Conseil 2009–2010.
Il perd son siège au profit de Jake Morrison, 18 ans, en 2011.

## Chambre des lords
Le 19 novembre 2010, il est créé pair à vie et siège en tant que démocrate libéral à la Chambre des lords. Il est créé baron Storey, de Childwall dans la ville de Liverpool le 2 février 2011.
Storey est le porte-parole de l'éducation des libéraux démocrates à la Chambre des lords et coprésident du comité parlementaire sur l'éducation, les familles et les jeunes du parti. Il est whip du parti entre 2010 et 2014 et membre du comité des petites et moyennes entreprises en 2012–2013. Il est porte-parole sur l'éducation, et les arts.
Storey est également membre du comité consultatif indépendant du Regional Growth Fund et administrateur du groupe de réflexion Mersyside ExUrbe.
Storey est nommé OBE pour les services politiques en 1994 et CBE pour les services à la régénération en 2002. Il est professeur d'école primaire à la retraite et a été directeur de l'école primaire Plantation, à Halewood.